# (10762) von Laue
(10762) von Laue (1990 TC4) – planetoida z grupy pasa głównego asteroid okrążająca Słońce w ciągu 5,29 lat w średniej odległości 3,04 j.a. Odkryta 12 października 1990 roku.